# ウェット ホット アメリカンサマー
『ウェット・ホット・アメリカン・サマー』は、2001年のアメリカ合衆国の風刺コメディ映画。
デビッド・ウェインとマイケル・ショウォルターの共同脚本。監督はデビッド・ウェイン。

## 概要
ジェーン・ガロファロ、デビッド・ハイド・ピアース、モリー・シャノン、ポール・ラッド、クリストファー・メローニ、マイケル・ショウォルター（その他 コメディグループ「The State」のメンバー）、エリザベス・バンクス、ケン・マリノ、マイケル・イアン・ブラック、ブラッドリー・クーパー（本作で映画デビュー）、エイミー・ポーラー、ザック・オース、A・D・マイルズのアンサンブルキャストが出演。1981年の架空のサマーキャンプでの最後の1日が舞台で、当時のティーン向けのセックス・コメディをもじった作品である。
本作は作品自体の評価も、商業的にも失敗したが、その後、多くのキャストが話題作に進出したこともあり、カルト的な人気を博している。Netflixは、2015年7月31日に映画のオリジナルキャストのほとんどが出演する8話の前日譚シリーズを、2017年8月4日にオリジナル映画の10年後を舞台にした8話の続編シリーズをリリースし、復活させた。

## あらすじ
1981年、メイン州ウォーターヴィル近郊にあるサマーキャンプ、キャンプ・ファイヤーウッドは、キャンプ最終日を控えていた。カウンセラーたちは、キャンプ・ファイヤーウッドでロマンチックな出会いの最後のチャンスを手に入れる。その頃、2人の熱狂的な演劇講師ベンとスージーは、キャンプ・ファイヤーウッド史上最高のタレントショーを制作し、振り付けをしようと試みていた。キャンプディレクターのベスは、コルビー大学の天体物理学准教授であるヘンリーと恋に落ちながら、カウンセラーたちの秩序とキャンプ参加者の命を守るために奮闘している。そんな中、ヘンリーがNASAのスカイラブが地球に落下してくるという事件が発生し、キャンプを守るためにある計画を立てる。
内気なクープは、同じカウンセラーのケイティに恋しているが、反抗的で不愉快な、そして明らかに浮気性のボーイフレンド、アンディから彼女を引き離さなければならない。キャンプシェフのジーンは、しゃべるミックスベジタブルの缶詰の助けを借りて、クープがケイティを射止めるのを助けることができる。ゲイリー、ジーンの不幸にも選ばれた弟子、そしてJ.J.は、彼らの友人マッキンリーが女性と付き合ったことがない理由を解明しようとするが、マッキンリーが湖での儀式で結婚するベンと恋に落ちていることを発見して驚く。ヴィクターは尻軽なアビーと童貞喪失を試みるが、一連の災難が彼の行く手を阻む。

## 出演
※括弧内は日本語吹替。
- べス：ジャニーン・ガロファロー（山口眞弓）
- ヘンリーニューマン教授：デヴィッド・ハイド・ピアース （魚建）
- クープ：マイケル・ショウォルター（時永洋）
- ゲイル：モリー・シャノン（岡田恵）
- アンディ：ポール・ラッド（手塚ヒロミチ）
- ジーン：クリストファー・メローニ（藤沼建人）
- ケイティ：マーガリート・モロー（Lynn）
- ヴィクター・プラク：ケン・マリーノ（稲垣拓哉）
- マッキンリー：マイケル・イアン・ブラック
- J.J.：ザック・オース（山本格）
- ゲイリー：A・D・マイルズ（井木順二）
- ナンシー：ニーナ・ヘルマン（今泉葉子）
- スージー：エイミー・ポーラー（織部ゆかり）
- ベン：ブラッドリー・クーパー（矢野正明）
- アビー・バーンスタイン：マリサ・ライアン
- スティーブ：ケビン・サスマン
- リンゼイ：エリザベス・バンクス
- ニール：ジョー・ロー・トルグリオ（宮本誉之）
- ロン・ヴォンクライネンスタイン：ジュダ・フリードランダー
- アーロン：ギディオン・ジェイコブス
- H・ジョン・ベンジャミン
- ドナ・ミッチェル

日本語吹替その他：深田愛衣、伊藤亜祐美、堀井千砂、岩端卓也、佐藤はな、池田果奈子、御沓優子、高橋大輔、大津愛理、吉田麻実
日本語版制作スタッフ 演出：前田茜、翻訳：岡部康子、制作：東北新社

## 制作
この映画は、ウェインがメイン州ベルグレードにあるユダヤ人キャンプ・モディンに参加したときの体験と、ショウォルターがマサチューセッツ州チェシャーのバークシャーにあるキャンプ・モホークで体験したことをもとにしている。あるシーンでは、カウンセラーたちがキャンプからそう遠くないメイン州のウォーターヴィルに旅行に出かけるシーンがある。また、『ミートボールズ』（1979年）、『リトル・ダーリングス』（1980年）、『スリーパウェイ・キャンプ』（1983年）、『インディアン・サマー』（1993年）など、サマーキャンプに関する他の映画のパロディであり、それへのオマージュである。ウェインによると、彼らは映画『ナッシュビル』、『デイズド・アンド・コンフューズド』、『ドゥ・ザ・ライト・シング』のような「ひとつの時代を舞台にして、さまざまな登場人物が登場する」構成の映画を作りたかった。

### 予算
2011年6月のインタビューで、ウェイン監督は映画の予算が180万ドルであることを明らかにした。2001年のサンダンス映画祭では、配給会社からより良いオファーを引き出すために、この映画は500万ドルであると宣伝されたことを彼は述べている。この映画の予算が比較的少なかったため、出演者の報酬はほとんどなかった。ポール・ラッドは、この映画で報酬を受け取ったかどうかはわからないと述べている。

### 撮影
2000年5月、28日間にわたって行われた撮影だが、監督のデイビッド・ウェインによると、毎日が雨だったそうだ。外での撮影は可能な限りカバーや傘の下で行われたが、いくつかのシーンは室内で撮影された。屋内では、外で降っていた雨が、登場人物が外に出たとたんに太陽に変わるシーンが多い。寒さのため、屋外のシーンでは俳優の息が見えることもある。撮影はペンシルベニア州ホンズデールのキャンプ・トワンダで行われた。

### 音楽
映画は1980年代初頭に設定されているため、映画のサウンドトラックには、その時代の多くの人気バンド、特にジェファーソンスターシップ、リックスプリングフィールド、ラバーボーイ、 KISSの曲が使用されている。

### 劇中歌
1. ジェファーソンスターシップの「ジェーン」
2. フォリナー「ジュークボックスヒーロー」
3. クレイグ・ウェドレンとセオドア・シャピロ「BackwardsfromThree」
4. CraigWedren「WetHotAmericanSummer」
5. リック・スプリングフィールド「 LoveIsAlrightTonite 」
6. ロギンス＆メッシーナ「ダニーの歌」
7. Loverboy「 TurnMeLoose 」
8. キッス「ベス」
9. Godspell「 DaybyDay 」
10. クォーターフラッシュ「 HardenMyHeart 」
11. クレイグ・ウェドレン、セオドア・シャピロ「HigherandHigher」
12. Loverboy「WhenIt'sOver」
13. ピーター・サレット「ウェット・ホット・アメリカン・ドリーム」
14. ブルー＆チャブロック「アメリカの夏」

## リリース

### 配給
『Wet Hot American Summer』は2001年のサンダンス映画祭でプレミア上映され、4回上映されて完売となったが、配給会社を獲得することはできなかった。数か月後、USA Filmsは映画製作会社に10万ドルでプレゼンしたが、手を挙げる会社はほとんどなく、映画の投資家はこの提案を受け入れた。2001年7月27日、ニューヨークで初公開された後、30都市以下で限定劇場公開された。

### VHS・DVD
この映画は、2002年1月15日にVHSとDVDの両方のフォーマットで発売された。2011年、ウェインはユニバーサル・スタジオに、特典映像付きの10周年記念ホームビデオ再販か、ブルーレイの発売を準備するよう説得したが、ユニバーサルは拒否した。本作は2015年5月12日にブルーレイでリリースされた。

## 評価
『ウェット・ホット・アメリカン・サマー』は、批評家からほとんど否定的な評価を受けた。Rotten Tomatoesは、76のレビューに基づき、この映画に38％の評価を与え、平均評価は4.85/10である。このサイトの批評家のコンセンサスは、「ウェット・ホット・アメリカン・サマーの信じられないほど才能あるキャストは、少なくとも彼らを串刺しにするのと同じくらい頻繁に、的外れな深く愚かな脚本にあまりにも頻繁に負けている」。
Metacriticは、24人の批評家に基づき、100点満点中42点を与え、「混合評価または平均評価」を示している。
ロジャー・イーバートは、この映画を4つ星のうち1つで評価した。彼のレビューは、アラン・シャーマンの「ハロー・マダー、ハロー・ファドゥ」のほのぼのとしたパロディーの形をとった。 
対照的に、エンターテインメントウィークリーのオーウェングレイバーマンはこの映画に「A」を授与し、その年のベスト10映画の1つに選ばれた。ニューズウィーク誌のデビッド・アンセンもそれを称賛し、「この夏、他のどの映画よりも激しく笑わせてくれた」と書いた。 他の多くの批評家はこの映画を機知に富んだポップ風刺として賞賛し、カルト的な支持を獲得し続けている。
女優のクリスティン・ベルは、2012年9月2日のNPRで、ウェット・ホット・アメリカン・サマーが彼女のお気に入りの映画であり、「何百回も」それを見たと述べた。 NPRのホストであるジェシーソーンは2014年4月29日、ブルズアイのエピソードで次のように述べている。
「このバカバカしさを受け入れられるほど心が広い人がいれば、それが私にとっての「オープンハート」です。そのとき、私とその人たちは、決して切れることのない絆で結ばれているんだとわかる。永遠に一緒、キャンプカウンセラーみたいにね。」

## 続編
この映画の後には2つのNetflixシリーズが続き、1つは前編、もう1つは続編。前編の「ウェット・ホット・アメリカン・サマー: キャンプ1日目」は2015年7月31日に配信され 、続編の「ウェット・ホット・アメリカン・サマー: あれから10年」は2017年8月4日に配信された。

### 記念日
2011年と2012年に映画の10周年を祝うイベントが全米で開催された。ボストンでは映画の上映、 サンタモニカでは映画に触発された作品のアートショー、ウェイン主催のレセプションが行われた。 ロサンゼルス映画学校でのウェインとの質疑応答、 オハイオ州クリーブランドでの深夜の上映会、 ブルックリンでのステラのメンバーによる10周年記念イベント、 そしてサンフランシスココメディフェスティバルでのオリジナルキャストの多数参加による脚本の朗読など。 

### テレビシリーズ
バラエティとのインタビューの中で、ウェインとショーアルターは、映画に基づいたフォックステレビシリーズのパイロットを書いたと述べた。ウェインはこのシリーズを「コマーシャルがあり、R指定がない22分のフォックスシットコムなので、少し奇妙だった」と説明した。 　このパイロット版はシリーズには収録されていない。

### ドキュメンタリー
前日譚シリーズと並んで、メイキングドキュメンタリー「 Hurricaneof Fun：The Making of Wet Hot 」が2015年7月24日にNetflixでリリースされた。内容は映画の撮影中に撮影された舞台裏のインタビューと映像で構成されている。